# Мосей
Мосей (Янранот) — маленький песчаный остров в проливе Малый Чаунский Восточно-Сибирского моря.
Административно относится к Чаунскому району Чукотского автономного округа России.
Назван в 1932 году Восточно-полярной экспедицией под руководством И. А. Ландина в честь сопровождавшего исследователей переводчика с чукотского Моисея Караева, очень уважаемого местными жителями, которого они называли «Масей».
Название на языке коренных жителей Янранот — «отдельная земля».